# Mezoregion Metropolitana de Salvador

Mezoregion Metropolitana de Salvador

Mezoregion Metropolitana de Salvador – mezoregion w brazylijskim stanie Bahia, skupia 38 gmin zgrupowanych w trzech mikroregionach. Liczy 11.548,1 km² powierzchni.

## Mikroregiony
- Catu
- Salvador
- Santo Antônio de Jesus